# Sex on the beach
Sex on the beach és un còctel que va ser inventat en els anys 1980 a Miami elaborat sobre una base de vodka. Ha esdevingut, no tan sols pel seu nom, un còctel popular.
El seu nom que es pot traduir com a «sexe a la platja». Tom Cruise en prepara un a la pel·lícula "Cocktail", quan treballa a una guingueta de la platja i s'aposta amb l'altre col·lega que no es porta cap noia al llit. Com que insinuacions sexuals al menú d'un establiment són mal vists als Estats Units, de vegades s'utilitza l'eufemisme més ambigu de Fun at the beach (diversió a la platja). El 2009 el nom del còctel va ser utilitzat en pintades a Tossa de Mar durant accions de protesta contra les multes per fer sexe a les platges.

## Ingredients
Hi ha diversos receptes. En ser un còctel que no és fet a base de rom o de ginebra pot variar molt pel que fa als ingredients. No obstant això el ritual de preparació d'aquest còctel requereix molta atenció i de cuidar tots els detalls. La recepta de l'Associació internacional dels baristes és la següent:
- 50 ml de vodka
- 30 ml de licor de préssec
- 1/2 got de suc de taronja
- 10 ml de suc de nabius de grua encara que es pot substituir per granadina

Aboca a la coctelera mitja copa de vodka. Afegeix el licor de préssec i suc de taronja. Per donar-li el toc final, afegeix el suc de nabius. Agita'l bé i serveix-lo molt fred en una copa ampla. En certes variacions es canvia el licor i el suc per licor de meló i suc de pinya o també per licor de maduixa i suc de pinya.